# Васильев, Георгий Николаевич
Гео́ргий Никола́евич Васи́льев (13 (25) ноября 1899, Вологда — 18 июня 1946, Любляна) — советский кинорежиссёр, сценарист и актёр. Вместе с Сергеем Васильевым составил творческий дуэт братья Васильевы. Заслуженный деятель искусств РСФСР (1940). Лауреат двух Сталинских премий первой степени (1941, 1942).

## Биография

### Ранние годы
Родился в Вологде, был четвёртым из пяти детей Натальи Владимировны, уроженки города Чёрный Яр Астраханской губернии. Отец — Николай Александрович Васильев (1877—1924), дворянин, воспитанник Демидовского лицея, служил следователем по особо важным делам, был членом Астраханского окружного суда, дослужился до чина статского советника; будучи «человеком либеральных взглядов», принял революцию, заведовал бюро жалоб в рабоче-крестьянской инспекции, избирался народным депутатом.
Детство Георгий провёл у бабушки в Вологде, родном городе отца, затем жил в Чёрном Яре и в Астрахани. В 1917 году с золотой медалью окончил Первую мужскую гимназию и поступил на механический факультет Варшавского политехнического института, в то время находившийся в эвакуации в Нижнем Новгороде. В 1918 году был вынужден вернуться в Астрахань и начать трудовую деятельность, чтобы помогать родителям.
Руководил филиалом карточного бюро городской продовольственной комиссии (Горпродкома). В конце 1919 года (по другим данным, 5 января 1920 года) вступил в РККА. Его военный путь не задокументирован, но, по воспоминаниям друзей, он участвовал в боях против армии Колчака, служил в полках Василия Блюхера на Дальнем Востоке. В 1922 году прошёл интендантские курсы в Москве, затем работал приёмщиком в военно-хозяйственном управлении, демобилизовался в 1923 году.
С юности его отличали артистизм и прекрасный музыкальный слух, унаследованный от отца, он обладал баритоном и мечтал о карьере певца; коллеги характеризовали его как «литературно-музыкальный начальник, любивший декламировать и напевавший арии и романсы». Всё это привело его в драматическую студию «Молодые мастера» под руководством Иллариона Певцова, где он учился вместе с Борисом Бабочкиным. Подрабатывал крупье в казино «Дон», опубликовал более 40 кинорецензий в журнале «Жизнь искусства».

### Работа в кино
В 1924—1928 годах Васильев работал редактором-монтажёром зарубежных картин в киноорганизаци «Госкино», которая в 1925 году была объединена с московским отделением фабрики «Севзапкино», где на аналогичной должности трудился его однофамилец Сергей Васильев. Вместе они проработали в монтажной мастерской пять лет, тогда же сложился их творческий тандем. В задачи Васильевых входил отбор и редактирование зарубежных кинолент, а также перевод титров. По словам Льва Филонова, Васильевы очень бережно относились к фильмам Гриффита, Кинга, Штрогейма, стремясь сохранить оригинальный монтажный строй и добиваясь литературного перевода титров и названий, а также аутентичности шрифтов.
В 1929 году занимался в режиссёрской мастерской Сергея Эйзенштейна. С 1929 года — режиссёр киностудии «Ленфильм», где снял научно-популярную картину «Забавно, но факт» (1932).
Все игровые фильмы снял совместно с Сергеем Васильевым под общим псевдонимом братья Васильевы. Соавтор сценариев к ряду своих фильмов. Премьера фильма «Чапаев» (1934) с Борисом Бабочкиным в главной роли собрала более 30 миллионов зрителей, став одной из самых успешных картин своего времени. В 1935 году режиссёры были удостоены ордена Ленина.

### Последние годы и смерть

Могила Георгия и Сергея Васильевых на Новодевичьем кладбище

Умер от туберкулёза гортани в горном санатории Гольник в Любляне 18 июня 1946 года. Похоронен в Москве на Новодевичьем кладбище (участок № 8); рядом с ним впоследствии был погребён Сергей Васильев.

## Семья
- Брат — Александр Николаевич Васильев (1902—1985), советский юрист, заслуженный деятель науки РСФСР[5].
- Жена — Елена Ивановна Отдельнова (1912—1988/1989), машинистка, первым браком была замужем за поэтом Михаилом Светловым[6]. После смерти Васильева вышла замуж за писателя Евгения Рысса.
  - Сын — Васильев, Александр Георгиевич (1939—1993) («Сашка»), книготорговец. Был связан с художниками-нонконформистами, «открыл» некоторых из них. Ему посвящена книга воспоминаний «Про Сашку Васильева» (М., Пробел, 2012)[7].

## Фильмография

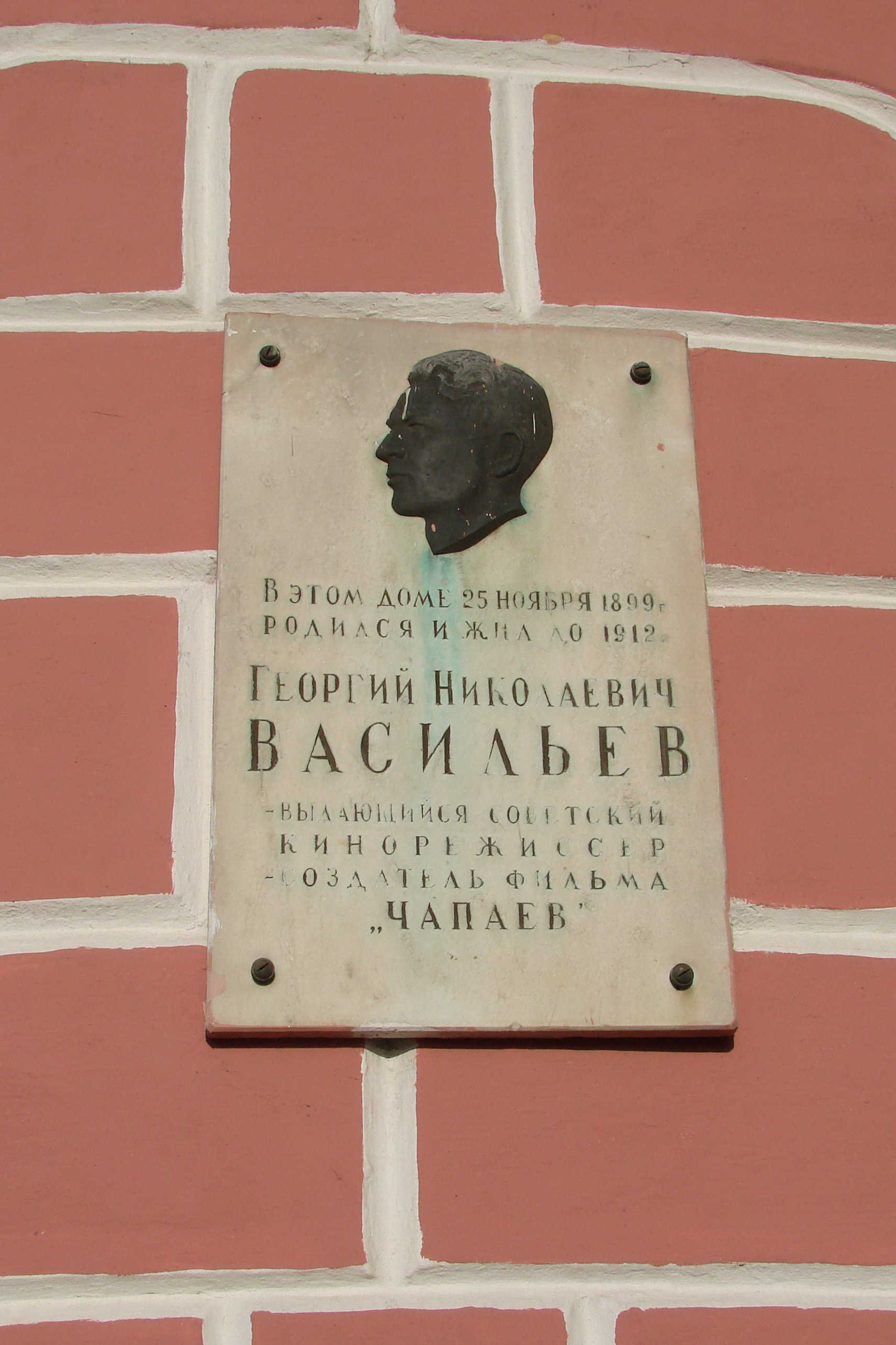

### Актёрские работы
1. 1934 — Чапаев — белый офицер

### Режиссёрские работы
1. 1928 — Подвиг во льдах (документальный)
2. 1930 — Спящая красавица
3. 1932 — Личное дело (Тревожные гудки)
4. 1934 — Чапаев
5. 1937 — Волочаевские дни
6. 1942 — Оборона Царицына
7. 1943 — Фронт

### Написал сценарии
1. 1930 — Спящая красавица
2. 1932 — Подвиг во льдах
3. 1934 — Чапаев
4. 1937 — Волочаевские дни
5. 1942 — Оборона Царицына
6. 1943 — Фронт
7. 1960 — Пиковая дама (фильм-опера)

## Награды и премии
- Заслуженный деятель искусств РСФСР (1940)
- Сталинская премия первой степени (1941) — за фильм «Чапаев» (1934)
- Сталинская премия первой степени (1942) — за 1-ю серию фильма «Оборона Царицына» (1941)[8]
- Орден Ленина (11.1.1935) — за фильм «Чапаев» (1934)
- Орден Красной Звезды (14.4.1944)
- Медаль «За доблестный труд в Великой Отечественной войне 1941-1945 гг.» (1945)

## Память
- 31 октября 1964 года в Вологде на доме Свешникова, где родился и жил до 1912 года Георгий Васильев (на пересечении современных улиц Ленина и Лермонтова), была установлена мемориальная доска. Специально для этого приехали: исполнитель роли Петьки Леонид Кмит, звукооператор «Чапаева» Александр Беккер и Дарья Шпиркан, снимавшая тогда документальный фильм «Братья Васильевы»[9].
- Мемориальная доска в Астрахани на улице Свердлова, дом № 17, где проживал Георгий Николаевич[1].